# André Beltrami
Pour les articles homonymes, voir Beltrami.
André Beltrami (Omegna, 29 novembre 1870 - Turin, 30 décembre 1897) est un prêtre salésien italien reconnu vénérable par l'Église catholique.

## Biographie
André Beltrami naît à Omegna sur les rives nord du lac d'Orta et face aux majestueuses montagnes Mottarone. Le petit garçon se passionne pour la navigation de plaisance sur le lac et l'escalade des montagnes. À l'école, il est parmi les premiers, et dans la paroisse il se distingue par sa foi confiante et facile à vivre. À la fin de l'enseignement primaire, il poursuit ses études à Lanzo dans le premier institut salésien fondé par Don Bosco en dehors de Turin. De retour à Omegna en vacances, il poursuit ses loisirs sur le lac et les montagnes, mais on le trouve souvent à l'église en prière devant le tabernacle. Il rencontre don Bosco à Lanzo et décide de suivre son exemple pour la formation de la jeunesse.
Le 29 octobre 1886, André commence son noviciat à Foglizzo. Il prononce ses vœux le 2 octobre 1887 à Turin devant Don Bosco puis se prépare au sacerdoce au cours des deux années qu'il passe au lycée salésien de Valsalice (it) (Turin). C'est là qu'il fait la connaissance du bienheureux Auguste Czartoryski qui vient d'entrer dans l'institut. Ils se lient d'une profonde amitié et étudient les langues étrangères ensemble. Lorsque la tuberculose, dont Auguste est atteint, s'aggrave, les supérieurs demandent à André de l'aider et de le soigner. Ils passent les vacances d'été ensemble dans les instituts salésiens de Lanzo, Penango d'Asti, puis Alassio où Czartoryski meurt en 1893.
Quand Beltrami attrape la même maladie, il vit cette souffrance dans la joie intérieure. Ordonné prêtre par Mgr Cagliero, il se consacre tout entier à la contemplation et à l'écriture d'ouvrage religieux. Le bienheureux Louis Variara, qui rentre au Valsalice à cette époque, reste profondément impressionné par la joie de Beltrami dans la maladie et s'inspirera de sa spiritualité lorsqu'il fondera en 1905 les filles des Sacrés Cœurs de Jésus et de Marie. André propose à son ami Don Aureli la fondation d'un cercle catholique qui unirait culture et l'éducation à la foi, ainsi né le club Cesare Balbo, qui comptera Pier Giorgio Frassati parmi ses membres.
Lors des dernières années de sa vie, il écrit des livres de spiritualité, plusieurs biographies de saints, et des écrits éducatifs. Il laisse également d'autres ouvrages inédits et incomplets dont la traduction italienne des premiers volumes de l'édition critique des œuvres de saint François de Sales. Il meurt le 30 décembre 1897 à 27 ans et repose dans l'église de son village natal. Il est reconnu vénérable le 15 décembre 1966 par le pape Paul VI.